# コードギアス 反逆のルルーシュ CODE BLACK+
『コードギアス 反逆のルルーシュ CODE BLACK+』（コードギアス はんぎゃくのルルーシュ コードブラックプラス）は、日本のオムニバスアルバムである。2018年2月21日発売。発売元はflying DOG。

## 概要
2013年6月に発売された一番くじの景品CDのみで聴くことができた、ルルーシュ（CV：福山潤）率いるビジュアル系バンド「CODE BLACK」の作品というコンセプトの楽曲などを収録。他にも、遊技機で披露された作品などこれまでに市販されていない楽曲や、新曲を収めている。全7曲構成のミニアルバム。

## 収録曲
1. Back to Zero(5:22) / ルルーシュ（CV：福山潤）
（作詞：林亜門、作曲：NEW BREED）
2. Libra(4:26) / ルルーシュ（CV：福山潤）
（作詞：田澤孝介、作曲：都啓一）
3. Born to be Queen(3:53) / コーネリア（CV：皆川純子）、ユーフェミア（CV：南央美）
（作詞:山本メーコ、作曲:NARASAKI）
4. Make My Day(4:20) / カレン（CV：小清水亜美
（作詞：黒石ひとみ、作曲：中野定博）
5. Glory Days(4:42) / カレン（CV：小清水亜美）、C.C.（CV：ゆかな）
（作詞：山本メーコ、作曲：IKUO）
6. Reload(5:18) / C.C.（CV：ゆかな）
（作詞・作曲：黒石ひとみ）
7. 乙女のTwinkle Love(3:51) / ナナリー（CV：名塚佳織）、カグヤ（CV：かないみか）、天子（CV：松元環季）
（作詞：山本メーコ、作曲：中野定博）